# 津田亜矢子
津田 亜矢子（つだ あやこ、1987年11月16日 - ）は、日本のモデル、タレント。
兵庫県出身。2010年に関西最大級のミスコンテスト「プリンセス関西」（プリカン）に出場して準グランプリ獲得。プリンセス関西準グランプリとしてテレビ朝日『ロンドンハーツ』「好きな芸人GP ミスコンクイーン266人が選んだ」に出演した。2011年にはミス揖保乃糸にも選ばれ、地元播磨特産の手延べそうめん「揖保乃糸」をPRしている。

## 人物
- 好きな芸人のタイプはケンドーコバヤシである。（『ロンドンハーツ』にて明らかに）
- 性格は、泣き虫だが楽天的で負けず嫌い。
- 将来の夢は子供英会話教室を開くこと。

## 出演
- 「ロンドンハーツ」(EX)